# 近鐵5200系電聯車
近鐵5200系電聯車（日语：／ Kintetsu 5200-kei densha）是近畿日本鐵道用於急行列車的電聯車。5200系是近鐵為替代近鐵2600系電聯車而於1988年開始生產並投入使用的電車。而本型車至1996年2月為止生產13編組共52輛。
近鐵的大阪線及奈良線在1980年代多使用2600系作為長距離的急行列車，但該型號列車的座椅間距較為狹窄；因此本型車將座椅改為可轉換的交叉座椅，並在同個編組中設置2處廁所，使5200系在當時投入使用後，因其高規格的配備而獲得相當高的評價。而本型車也在1988年獲得日本設計振興會的優良設計獎。
由於5200系的車體前方安裝著大型的曲面玻璃，且其側面配置著高度達950毫米的五面大型連續式窗戶，因此車體採用碳鋼進行製造，以確保列車整體的結構強度。而本型車則採用與近鐵3200系電聯車相同樣式的栗色與鉛白色作為塗裝。